# Parque nacional de Masoala
El Parque nacional de Masoala (en francés: Parc national de Masoala) es un espacio protegido que se localiza en el noreste de Madagascar, es la mayor de las áreas protegidas de la isla. La mayor parte del parque está situado en la región de Sava y una parte en Analanjirofo. Creado en 1997, el parque protege 2300 kilómetros cuadrados de selva y 100 kilómetros cuadrados de parques marinos. La península de Masoala es excepcionalmente diversa debido a su enorme tamaño, y la variedad de hábitats. En total, el parque protege selva tropical, bosque costero, bosque anegado, pantanos y manglares. Tres parques marinos protegen los arrecifes de coral y una deslumbrante variedad de vida marina.
El parque nacional de Masoala forma parte de la denominación Pluviselvas de Atsinanana elegida como Patrimonio de la Humanidad por la Unesco en 2007. Desde 2010 también se incluye en la lista Patrimonio de la Humanidad en peligro.